# Musiktidningen (1973–1978)
Det finns flera tidskrifter med namnet Musiktidningen för tidningen som utgavs 1899–1927 se Musiktidningen, för Musiktidningen, musiktidskrift se Musiktidningen 1991–1993 för Rockmusiktidningen som utgavs 1982–1984 se Musiktidningen 'n roll
Musiktidningen var en svensk musiktidskrift som utgavs 1973–1978.
Musiktidningen startades 1973 av Torgil Rosenberg. Till medarbetare i tidningen anlitade han Sigvard Hammar och Camilla Lundberg som skrev allmänna artiklar om musik och utförde djupare artiklar om olika musiker, dessutom medverkade Rosenberg med eget material och om aktuella musikhändelser. Som artikelförfattare om jazzrelaterade ämnen engagerades Erik Centervall medan Jan Norlander skrev om populärmusiken, som fotograf anlitades Edvin Adolphsons son Per Adolphson. Senare kom även journalisterna Ola Ringström och Lars Sjöberg samt pianisten Per Skans att bidraga med artiklar om jazz. Fotografen Gai Terrell anlitades för att skapa omslagsbilder. På grund av ekonomiska skäl tvingades han lägga ner tidningen 1978.